# Heavy Metal Breakdown
Heavy Metal Breakdown — перший студійний альбом німецького хеві-метал гурту Grave Digger.

## Список композицій
Музика написана Grave Digger, тексти Кріс Болтендаль, за винятком вказаних
1. «Headbanging Man» — 3:37
2. «Heavy Metal Breakdown» — 3:42
3. «Back from the War» — 5:35
4. «Yesterday» — 5:07(написана: Beate Marquardt)
5. «We Wanna Rock You» — 4:17
6. «Legion of the Lost» — 4:54
7. «Tyrant» — 3:18
8. «2000 Light Years from Home» (Мік Джаггер/Кейт Річардс) — 2:54
9. «Heart Attack» — 3:17

## Учасники
- Кріс Болтендаль — вокал
- Петер Массон — гітара
- Віллі Лакман — бас-гітара
- Альберт Екардт — ударні

### Запрошені музиканти
- Dietmar Dillhardt — клавішні на «Yesterday»